# ケンダ

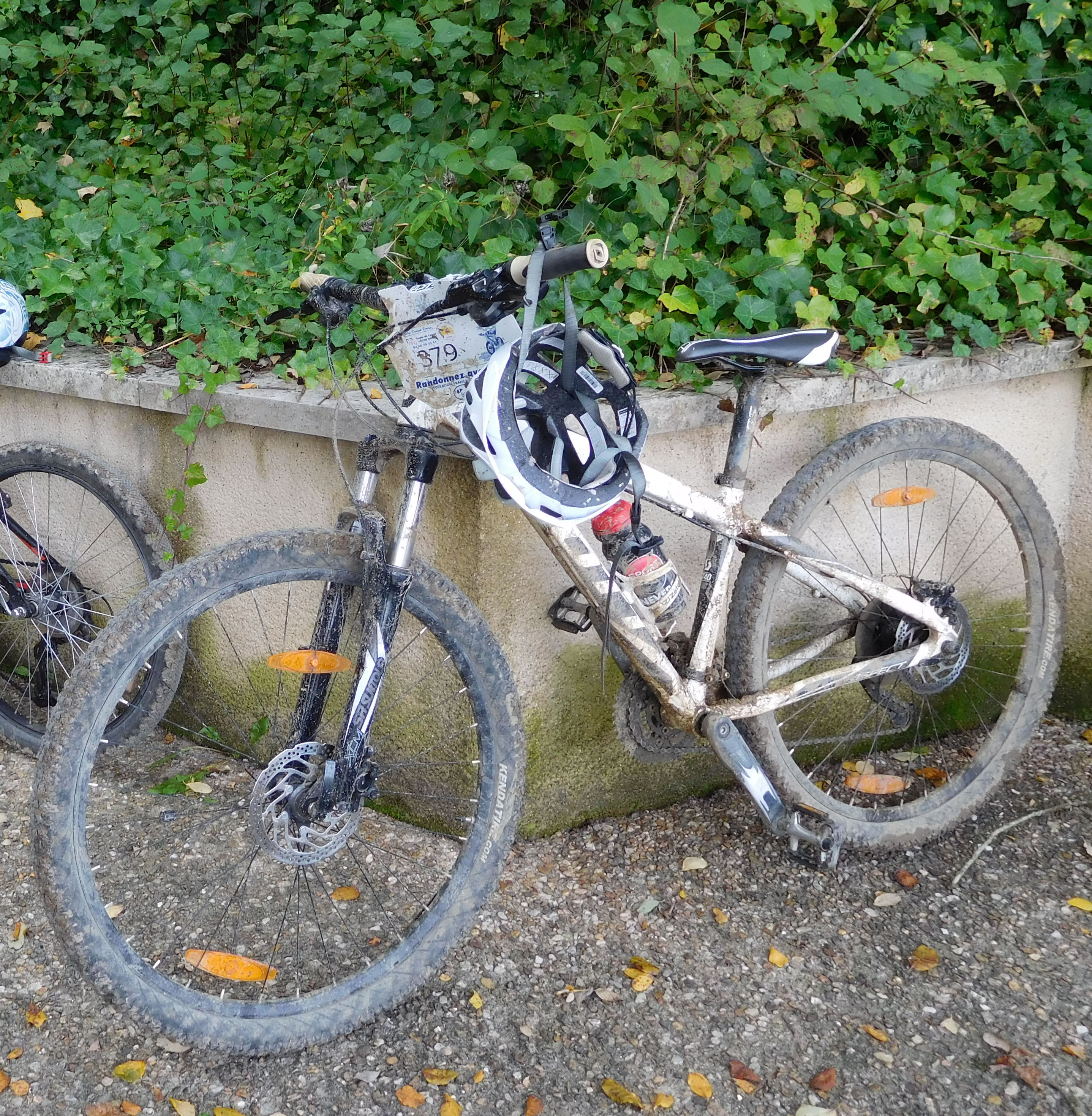
ケンダ製タイヤを装着したマウンテンバイク

ケンダ（建大工業股份有限公司、Kenda Rubber Industrial Company）は、台湾（中華民国）のタイヤメーカー。1962年創業。台湾、中国、ベトナム、インドネシアに製造施設を持つ。自転車、オートバイ、ATV、トレーラー、自動車、および産業機器用のタイヤを製造する。
ケンダは2010年の時点で世界27位のタイヤメーカーであった。2011年にケンダは2003年にクーパー・タイヤ・アンド・ラバーと中国で開始した2億ドルの合弁事業の50％のシェアを売却することを決定した。
ケンダはUCIコンチネンタルサーキットに参加するジャイアントアジアレーシングチームのスポンサーであり、国立多発性硬化症協会のMS150の全国スポンサーでもある。同社はクリーブランド・キャバリアーズ、ヒューストン・ロケッツ、シンシナティ・レッズ、コロンバス・ブルージャケッツをサポートしている。（2013年）

## 参照
1. ↑  Chilly White (2010年2月16日). “Kenda K781 Triple Tire Review”.   Motorcycle USA, LLC. 2011年3月20日閲覧。
2. ↑  “Gear Review: Kenda Tires”.   Mountain Bike Tales. 2013年3月21日時点のオリジナルよりアーカイブ。2011年3月20日閲覧。
3. ↑  “Kenda eyes additional capacity after selling Cooper JV stake”.   Tire Business (2011年3月4日). 2011年3月20日閲覧。[リンク切れ]
4. ↑  “Bike MS 150 Sponsors & Offers”.   National Multiple Sclerosis Society. 2016年3月24日閲覧。